# Johan Fredrik Sacklén
Johan Fredrik Sacklén, född 19 september 1763 i Björneborg, död 12 mars 1851 i Nyköping, var en svensk läkare och biografisk författare.

## Biografi
Sacklén blev 1778 student vid Kungliga Akademien i Åbo och 1783 vid Uppsala universitet, promoverades 1788 till medicine doktor (primus), efter att redan förut ha förestått den medicinska adjunkturen vid universitetet, och var 1788–1809 regementsläkare vid Södermanlands regemente. År 1793 fick han titel av assessor och 1833 titel av medicinalråd. År 1849 valdes han till ledamot av Vetenskapsakademien i Stockholm. 
Sacklén var en av de första, som försökte få koppympningen införd i Sverige. Efter finska kriget 1809, när det hemkomna lantvärnet decimerades av rötfebern, inrättade han skyndsamt i Nyköping, där han bodde alltifrån 1790, ett fältsjukhus, där en mängd soldater vårdades. 
Sin största berömmelse vann han dock som utgivare av Sveriges läkare-historia ifrån konung Gustaf I:s till närvarande tid (två avdelningar i tre band, 1822-24, med supplement 1835) och Sveriges apotekarehistoria ifrån konung Gustaf I:s till närvarande tid (1833), vilka arbeten är av bestående värde genom sina mycket noggranna uppgifter om svenska läkares och apotekares yttre levnadsomständigheter och utgivna skrifter. Han efterlämnade i manuskript en ganska fullständig förteckning över medicinska, naturhistoriska, kemiska, fysiska, ekonomiska och teknologiska skrifter, i eller utom Sverige före 1830 utgivna av svenska författare eller före 1810 av finländska författare; dessa finns i Svenska Läkaresällskapets ägo.